# WARF
 (juin 2019).

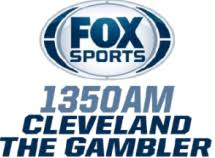
Logo de la radio WARF

WARF est une station de radio située à Akron en Ohio transmettant en modulation d'amplitude sur 1350 kHz. Cette station transmet depuis le 8 avril 1925 et a une puissance d'émission de 5000 watts.
En Amérique du Nord (Canada, États-Unis), les stations de radio sont généralement connues par l'indicatif d'appel de 4 lettres qui leur est attribué au moment de l'attribution de la licence de diffusion. Aux États-Unis, les indicatifs commencent toujours par K (pour les stations émettant à l'ouest du Mississippi) ou par W (pour les stations émettant à l'est). Au Canada, les indicatifs d'appels commencent par CF-CK ou CY-CZ. Notons que le promoteur de la station de radio (ou de la Télévision) peut suggérer au FCC (États-Unis) ou au CRTC (Canada) un indicatif précis qui sera généralement accordé si l'indicatif suggéré rempli l'ensemble des critères prévus à cet effet.
Dans le cas de WARF, son indicatif est inspiré de Akron Radio-Free ou Radio-libre d'Akron.